# Zygmunt Lichniak
Zygmunt Lichniak, ps. Mateusz Żurawiec (ur. 28 kwietnia 1925 w Wilczynie, zm. 19 kwietnia 2015 w Warszawie) – polski eseista, poeta, krytyk literacki i filmowy.

## Życiorys
Urodził się w rodzinie Stanisława i Kazimiery z Furmańskich (1901–1983). Ukończył studia na Wydziale Humanistycznym (polonistykę) Uniwersytetu Warszawskiego. Debiutował na łamach tygodnika „Dziś i Jutro” jako krytyk literacki. W latach 1958–1960 był redaktorem naczelnym miesięcznika „Życie i Myśl”. Był także redaktorem Instytutu Wydawniczego „Pax” oraz kierownikiem Wydziału Kultury Stowarzyszenia „Pax”. W latach 1983–1990 pełnił funkcję naczelnego redaktora tygodnika „Kierunki”.
18 kwietnia 1954 ożenił się z Zofią z domu Czartoryską (1927–2013).
Zmarł 19 kwietnia 2015, spoczął obok żony na cmentarzu Komunalnym Północnym na Wólce Węglowej (kwatera W-IV-10-12-16).

## Twórczość wybrana
- 5:0 dla ideologii
- Ceterum censeo. Rekolekcje pryncypialisty
- Monologi kibica literackiego
- Zanim powstanie panorama (Wobec literatury polskiej na emigracji)
- Mój skorowidz poezji polskiej na emigracji
- Obrachunki ze współczesnością
- Poeta konsekwencji. Rzecz o Jerzym Liebercie
- Raptularz literacki
- Rekolekcje kulturalne
- Skazany na szukanie: Rzecz o Włodzimierzu Pietrzaku
- W duchu dialogu

## Ordery i odznaczenia[4]
- Krzyż Oficerski Orderu Odrodzenia Polski
- Krzyż Kawalerski Orderu Odrodzenia Polski
- Złoty Krzyż Zasługi (11 lipca 1955)[5]

## Nagrody
- 1949 – nagroda młodych im. Pietrzaka
- 1972 – nagroda im. Pietrzaka
- 1985 – Nagroda Ministra Kultury i Sztuki I stopnia